# Atomisme

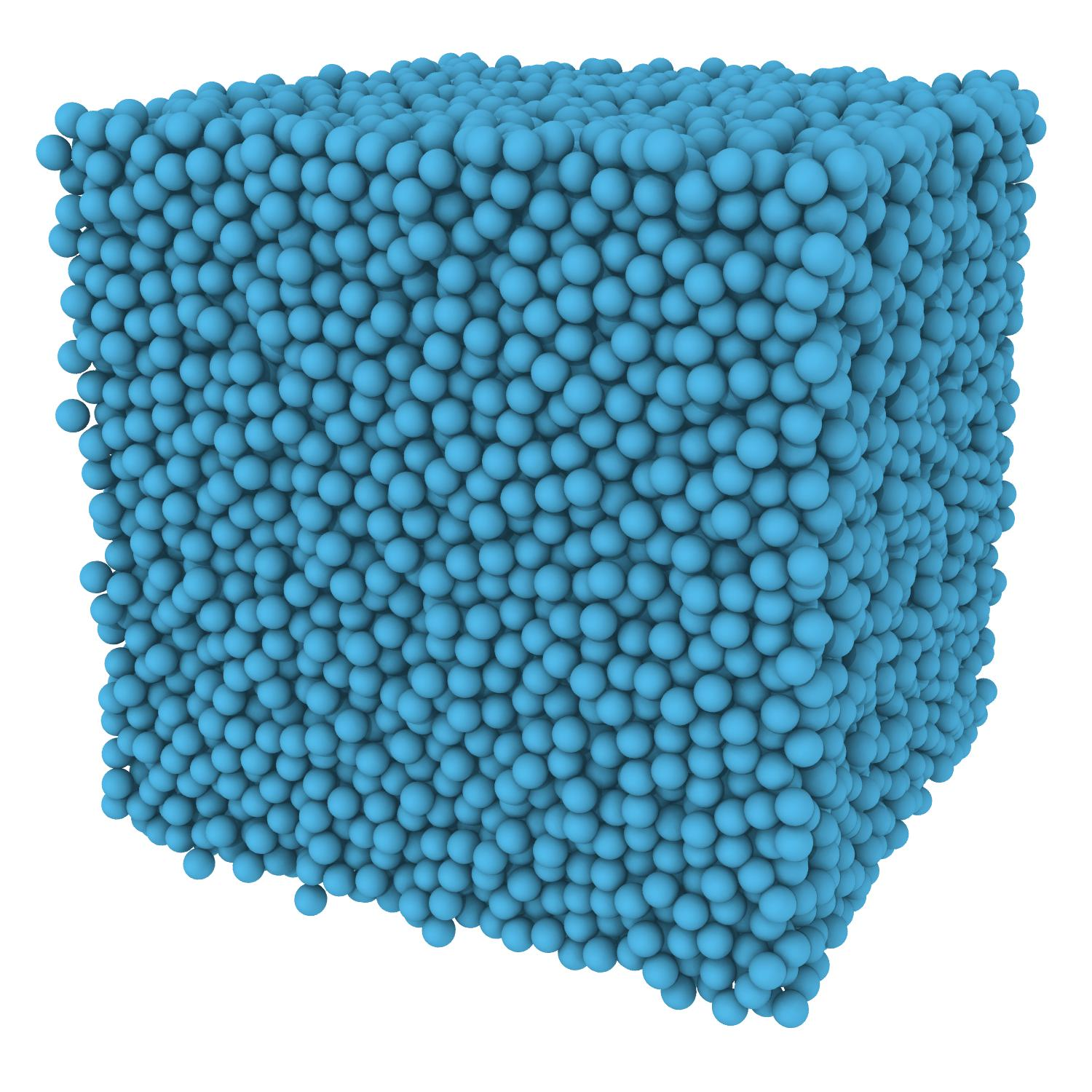
Cube de tantale à l'état liquide.

L'atomisme est un courant philosophique et physicien affirmant que la matière est discontinue et composée d'éléments insécables. Leucippe et son élève Démocrite sont les Grecs considérés comme les fondateurs de l'atomisme au Ve siècle av. J.-C., doctrine reprise par Épicure, puis à Rome par Lucrèce au Ier siècle av. J.-C.
Les atomistes anciens appelaient atomes les éléments microscopiques, insécables, solides et localisés dont ils pensaient que la matière était constituée.

## Histoire de l'atomisme

### En Inde
La philosophie Vaisheshika, dont Kanada (probablement vers 600 av. J.-C) est le fondateur, contient une théorie atomique. Son traité, les Vaisheshika Sutra, date des premiers siècles de notre ère.
L’atomisme en Inde s’est développé à travers plusieurs écoles bouddhistes et hindouistes, chacune caractérisée par ses propres théories philosophiques. L’atomisme, malgré la diversité des différentes perspectives auxquelles il a pu donner lieu, avait comme objectif de rendre compte de l’unité fondamentale qui constitue le monde que nous percevons à travers les sens, cette unité étant l’atome. Le terme sanskrit qui désigne cette particule est aṇu ou paramaṇu.
Les diverses écoles qui parlent d’atomes ont diverses conceptions de ceux-ci mais elles se rejoignent en ce que les atomes ne sont pas directement observables, même à travers des instruments : leur existence est certes déduite à partir de l’expérience, mais comme résultat d’un raisonnement spéculatif qui s’appuie sur celle-ci et supplée à ses limites.

#### École Nyâya-Vaiśeṣika
Pour le Nyâya-Vaiśeṣika, il existe cinq substances matérielles de base : l’eau, l’air, le feu, la terre et l’éther (Ākāśa). Ces substances peuvent avoir plusieurs qualités mais elles en possèdent une en particulier qui les caractérise chacune et qui les rend uniques. Pour cette école, chacun des cinq sens est constitué par rapport à la capacité de reconnaître les cinq éléments.
La terre possède les qualités de couleur, goût, odeur et toucher ; l’eau possède les qualités de couleur, goût et toucher ainsi que la viscosité et la fluidité ; le feu possède les qualités de couleur et toucher ; l’air possède la qualité du toucher malgré son invisibilité ; l’éther n’a pas de qualités perceptibles mais il doit être une substance car c’est à travers l’espace que les vibrations du son voyagent vers l’oreille (Vaiśeṣika sutra II.1.1-11).
Dans cette école, il est considéré que toute la matière est faite d’atomes. Ceux-ci sont indestructibles, c’est-à-dire qu’ils sont éternels, indivisibles et n’ont pas de taille. Tous les atomes sont pensés comme étant sphériques ; ils ne se distinguent alors pas par leur forme, mais par leurs qualités (couleur, goût…).
Les atomes étant toujours en mouvement, ils ont une probabilité élevée de rencontrer un autre atome du même type (c’est-à-dire de la même substance, ex. l’eau) et de s’unir. Cette union prend place en présence d’atomes d’autres types qui jouent un rôle de support (catalyseurs). Deux atomes de substances différentes ne peuvent pas se combiner.
Deux atomes de la même substance s’unissent donc et forment une dyade, aussi invisible que les atomes eux-mêmes. Ensuite, trois dyades peuvent s’unir pour former une triade[réf. nécessaire]. Les triades peuvent être formées par des substances différentes (des dyades d’éléments différents peuvent s’unir entre elles), et peuvent, elles, être perçues par les sens. En conséquence, les triades sont les plus petits objets perceptibles concevables. L’exemple le plus connu de triade, donné par cette école, est la particule de poussière visible dans un rayon de soleil .
La « taille » de la triade est due à la présence de plusieurs dyades et non à leur taille individuelle. Le nombre minimal pour constituer la pluralité est donc trois. Plus de trois dyades peuvent aussi se combiner, par exemple quatre dyades s’unissent pour former une tétrade.
Selon le Nyāya - Vaiśeṣika, les atomes ne peuvent pas former directement (sans passer par les dyades) des triades ou des tétrades parce que les objets qui ont une magnitude doivent être formés par quelque chose qui est aussi un produit. Comme les atomes sont éternels, s’ils s’unissaient directement en triades celles-ci seraient éternelles à leur tour, mais l’expérience nous montre que les objets observables ne sont ni éternels ni indestructibles. Alors, le rôle que jouent les atomes est à situer dans la production de dyades : quand deux atomes sont combinés ils se « consacrent » à leur fonction de cause matérielle des dyades, et perdent donc leurs autres caractéristiques, comme l’éternité.
École Jaina
Dans le système philosophique de Jaina, le monde n’est pas simplement un objet soumis au changement. Pour cette école, le monde n’a ni début ni fin ; il est composé de deux types d’objets, les vivants et les non-vivants (inertes ?), ces derniers comprenant le dharma, l’ākāśa, le pudgala et le kâla. À l’exception du kâla, ces objets non-vivants sont connus comme astikaya: ils existent et possèdent une extension, c’est-à-dire qu’ils occupent un certain espace.
L’atome est défini comme ce qui ne peut pas être coupé ou divisé. Il est conçu comme la particule la plus subtile, c’est-à-dire, sans parties. Contrairement aux vues de l’école Nyāya - Vaiśeṣika, l’atome n’est pas considéré par l’école Jaina comme déterminé de manière fixe ; au contraire, ses caractéristiques (couleur, goût, odeur et toucher) sont susceptibles de changer au cours du temps. D'autre part, les atomes se trouvent dans la nature à un endroit et à un moment spécifiques : ils sont situés dans l’espace et dans le temps.
Les penseurs de Jaina disent en outre que deux ou plus de deux atomes se combinent pour former un agrégat, appelé skandha(13). Le monde physique est un mahaskandha. Cette philosophie reconnaît une grande variété de skandhas : ces skandhas peuvent présenter une quantité dénombrable d’unités (samhatapradesika), une quantité non-dénombrable d’unités (asamkhyatapradesika), un nombre infini d’unités ou un nombre fini de combinaisons.
Ce qui fait que les atomes se combinent sont leurs caractéristiques inhérentes : la force attractive, la force répulsive et la force attractive-répulsive. Ces forces sont présentes tant dans les atomes que dans leurs agrégats. Dans l’approche atomiste de l’école Jaina, l’union d’atomes est le jeu de forces attractives et répulsives, sans tenir compte de la nature qualitative des atomes qui se combinent, et ceux-ci peuvent alors être ou non du même type.
À la différence de l’école Nyāya - Vaiśeṣika, les atomes de l’école Jaina possèdent tous les caractéristiques de toucher, goût, odeur et couleur et ils sont similaires entre eux, sans différences qualitatives ou quantitatives (s’ils se distinguent entre eux, c’est par les différentes réalisations de chacune des quatre qualités ?), c’est-à-dire qu’il n’y a pas de distinction, par exemple entre atomes de terre ou atomes d’eau. De plus, dans la philosophie Jaina, les atomes sont la matière la plus légère existante.
L’aspect le plus important du point de vue de l’école Jaina par rapport à la matière est qu’elle existe éternellement, à l’inverse de l’école Nyāya - Vaiśeṣika. L’atome n’est pas la marque du commencement de la matière qui se construit à partir de lui, ni de sa désagrégation en éléments de nouveau isolés, mais représente au contraire un moment du processus naturel et n’en est plus un terme privilégié.
Écoles bouddhistes
L’ancien bouddhisme canonique ne rend pas compte de l’atomisme dans ses travaux. Des quatre écoles bouddhistes canoniques, seules le Vaibhāṣika et le Sautrāntika admettent dans leur philosophie l’existence des atomes. Ils considèrent la matière comme l’union de quatre substrats : la couleur, le goût, l’odeur et le toucher. Et les atomes sont l’unité la plus petite du rūpa, qui est ce qui a la capacité de stimuler les organes sensoriels.
Pour ces écoles, les atomes ne peuvent être ni divisés, ni analysés, ni vus, ni entendus, ni touchés, et ne peuvent être soumis à l’épreuve de l’expérience directe. Il y a deux types d’atomes, les simples (dravyaparamanu) et les composés (samghataparamanu). La matière est considérée de différentes manières, mais en général elle est vue comme un agglomérat d’atomes indépendants, comme un nuage constitué d’un atome central et d’autres atomes l’entourant. Cet agglomérat ne présente pas de trous et les atomes ne peuvent pas s’interpénétrer.
Selon ces écoles, un agrégat est défini par huit atomes : quatre atomes fondamentaux et quatre secondaires. Les quatre fondamentaux sont : terre (solide), eau (liquide), feu (chaud) et air (mouvement). Les atomes secondaires sont : la couleur, l’odeur, le goût et le toucher (dans ce système les qualités sont aussi de nature atomique). Chaque atome secondaire a besoin de quatre atomes fondamentaux pour le supporter, aussi l’agrégat consiste-t-il en 20 atomes (4 fondamentaux +  4 composés x 4 fondamentaux). Seulement, cela n’est valide qu’à condition que le corps en question ne produise pas de son, mais s’il en produit, l’agrégat aura alors 25 atomes. Il semblerait aussi que les bouddhistes de ces deux écoles voient les organes sensoriels comme des modificateurs de la matière atomique.
Ces deux écoles ne parlent pas d’atomes comme de particules de quelque substance en particulier, ils les pensent plutôt comme force ou énergie. Par exemple, les atomes terrestres sont liés à la force de répulsion, les atomes aqueux sont liés à la force du mouvement (cinétique ?). Dans les considérations bouddhistes, toutes les forces sont présentes dans toutes les choses dans les mêmes proportions. Les différents types de corps sont perçus grâce à la variation d’intensité du contenu en force ou énergie des différents états, même si les proportions entre les différentes qualités restent égales.
La vision bouddhiste des atomes comme des forces dynamiques est en harmonie avec la doctrine de l’éphémère, qui affirme explicitement que toutes les choses changent et que tout a une fin. La permanence, ou existence stable des objets perçus de forme ordinaire, est une fonction de notre processus de pensée. Tous les objets ont une existence momentanée, c’est-à-dire que tous les objets disparaissent aussitôt qu’ils sont apparus.

### En Grèce antique
Dans son livre La Déduction relativiste (1925), le philosophe des sciences Émile Meyerson écrit : « L'atomicité est en effet, on le sait assez, une conception fort ancienne, née en Grèce et ailleurs, à peu près simultanément. L'atomisme est une théorie physique proposant une conception d'un univers discontinu, composé de matière et de vide. Avec les commencements de la physique, elle joue dans cette science, un rôle tantôt de premier plan, tantôt plus effacé, selon que les vicissitudes de l'évolution mettent plus ou moins en lumière les manifestations du discontinu. »
Liste des atomistes grecs :
- Mochus de Sidon aurait émis la théorie atomiste pour la première fois autour du XIIIe siècle av. J.-C.
- Leucippe (-500-420[Information douteuse])
- Démocrite (-460-390)
- Nessas
- Métrodore de Chios
- Diogène de Smyrne
- Anaxarque
- Hécatée d'Abdère
- Apollodore de Cyzique
- Nausiphane
- Diotime
- Bion d'Abdère
- Bolos de Mendès

#### Leucippe et Démocrite
Leucippe: -500 -420
Démocrite: -460 -390

#### Épicure et Lucrèce
L'épicurisme est une philosophie basée sur l'atomisme afin d'aider les hommes à se libérer de leurs angoisses. Au Ier siècle av. J.-C., Lucrèce écrit son œuvre De rerum natura, dédiée à Caius Memmius, afin de l'initier à l'épicurisme.
L'épicurisme postule l'existence d'une pluie d'atomes qui bougent avec un angle de chute qui s'appelle le clinamen, cet angle de chute est ce qui permet l'indéterminisme et le hasard qui sont partie intégrante de notre monde. Le monde est donc régi par des mécanismes atomiques, tout ce qui arrive est lié aux atomes. Ce qui implique que les Dieux n'ont aucun jeu dans ce qui arrive aux hommes - d'où le fait de ne plus les craindre. Idem, la mort est un état normal, qui n'est qu'un arrangement différent d'atomes de notre corps. Il ne faut donc pas craindre la mort non plus.

### En Islam médiéval
Le kalâm, sous l'impulsion des théologiens mu'tazilites, développe des idées atomistes. La notion d'atome (juz') semble indiquer une connaissance de la pensée grecque par les premiers théologiens de l'islam. L'atomisme musulman a été théorisé par Abû l-Hudhayl. Pour lui, l'atome est dépourvu de dimensions spatiales, comme un point géométrique.  Il étend sa conception atomiste au temps, vu comme discontinu ; c'est l'intervention de Dieu qui assure la liaison entre les instants. Cette doctrine est reprise ensuite par le courant asharite.
L'existence des atomes peut sembler paradoxale dans un contexte religieux, parce qu'elle est habituellement associée au matérialisme. Mais, dans la théologie d'al-Ash'ari, les atomes sont les moyens dont Allah se sert pour exercer sa toute-puissance. Ils servent à penser la relation entre un Dieu transcendant et sa création.

### Au Moyen Âge
L'atomisme s'illustre au XIVe siècle avec Nicolas d'Autrecourt, Gérard d'Odon, Nicolas Bonet.

### À l'époque moderne

#### L'atomisme vitaliste de Giordano Bruno
Giordano Bruno double son atomisme d'un vitalisme, dans un poème latin intitulé Du minimum (De minimo), daté de 1591. L'atome est centre de vie, il est un point où vient s'insérer l'Âme du monde. En 1591, à Francfort, Giordano Bruno a écrit en latin deux poèmes sur la monade : Du triple minimum (De triplici minimo) et De la monade, du nombre et de la figure (De monade, numero et figura). Il appelle minimum ou « monade » une entité indivisible qui constitue l'élément minimal des choses matérielles et spirituelles. La monade, qui correspond au point des mathématiques et à l'atome de la physique, est cet être primitif, impérissable de nature aussi bien corporelle que spirituelle, qui engendre, par des rapports réciproques, la vie du monde. C'est une individualisation extrinsèque de la divinité ; existence finie, elle est un aspect de l'essence infinie. Dieu, minimum et maximum, est la Monade suprême d'où s'échappe éternellement une infinité de monades inférieures.

#### Le corpularisme duXVIIesiècle
Sans être forcément atomistes, Galilée, Pierre Gassendi, Sébastien Basson, Robert Boyle et Newton admettent l'existence de petites particules de matière dans la nature.
Galilée publia en 1623 un ouvrage important en matière de philosophie atomiste, L'Essayeur, qui lui valut une lettre de dénonciation du jésuite Orazio Grassi, en raison de thèses contraires au dogme catholique de la transsubstantiation. Depuis le livre de Pietro Redondi, beaucoup d'historiens des sciences pensent que c'était le véritable motif de l'opposition des jésuites à Galilée.
Le principal théoricien de l'atomisme au XVIIe siècle fut Pierre Gassendi, chanoine de Digne, qui, après avoir étudié la vie et la doctrine d'Épicure, publia en 1649 les Animadversiones.
En 1646, le Français Johannes Magnenus écrivit un Democritus reviviscens sive de atomis (Démocrite revivant, ou de l'atome).
Les autorités ecclésiastiques ont âprement combattu la théorie de l'atomisme au cours du XVIIe siècle, car une matière à structure atomique était difficilement compatible avec la transsubstantiation, dogme réaffirmé au concile de Trente, qui s'appuyait depuis Saint Thomas d'Aquin sur le schéma aristotélicien de la substance et des accidents. C'est la raison pour laquelle les jésuites, par exemple, interdirent l'atomisme dans leurs collèges en 1641, 1643 et 1649.
Étienne de Clave fit scandale en placardant à Paris en 1624 avec deux autres compères quatorze thèses contre Aristote dont la dernière proclamait qu'il fallait substituer l'atomisme à l'hylémorphisme d'Aristote : « Toutes choses sont composées d'atomes ou indivisibles, ont esté ignoramment ou plustost malicieusement bafouées par Aristote ». Il développa dans les décennies suivantes, ses conceptions dans trois ouvrages sur la théorie et la pratique (al)chimique.

#### L'atomisme scientifique
La théorie atomique moderne, scientifique, à base expérimentale, est formulée par John Dalton, dans son ouvrage New System of Chemical Philosophy (1808-1827). Il donne la première représentation symbolique liée aux systèmes des atomes et un tableau des masses atomiques. Sa méthode pour déterminer la masse des atomes étant erronée, sa théorie est contestée par l'école équivalentiste (notations en équivalents fondés sur des rapports pondéraux de combinaison, sur des rapports volumiques ou sur des équivalents de substitution) de Marcellin Berthelot et William Hyde Wollaston, jusqu'à la publication en 1913 de Jean Perrin, Les Atomes.

#### La physique quantique est-elle un atomisme?
Depuis la physique quantique, la thèse réductionniste qu'atomes et vide sont les deux entités constituant la matière est problématique. Kuhlman résume ainsi le paradoxe : 
- la théorie quantique des champs est atomiste, si l'on entend par là qu'il existe des explications réductionnistes, mais :
- la théorie quantique des champs n'est pas atomiste, si l'on entend par là qu'il n'existe que des particules et du vide.

Toutefois, d'après Kuhlman, même la première thèse pourrait être réfutée, parce qu'il n'y a plus, dans la physique des particules moderne, de champs et de particules qui soient des entités fondamentales.
Benjamin Hiley, collègue de David Bohm commente :

« Posons-nous la question : « Où est la « substance » de la matière ? Est-elle dans l'atome ? La réponse est clairement « non ». Les atomes sont faits de protons, de neutrons et d'électrons. Est-elle donc dans les protons et les neutrons ? Encore une fois, « non », parce que ces particules sont constituées de quarks et de gluons. Est-elle dans le quark ? On peut toujours espérer qu'elle l'est, mais mon sentiment est que l'on montrera que ces entités sont composées de "préons", un mot qui a déjà été utilisé à cet égard. Mais nous n'avons pas à continuer plus loin pour voir qu'il n'y a pas d'ultimon. Un quark et un antiquark peuvent s'annihiler mutuellement pour produire des photons (de l'énergie électromagnétique) et le photon n'est pas vraiment ce dont nous avons besoin pour expliquer la solidité de la matière macroscopique de cette table. Ainsi, nous voyons que la tentative d'attribuer la stabilité de la table à quelque entité ultime "solide" est erronée. »

— Benjamin Hiley

## Critiques
Dans la Critique de la raison pure, à l'occasion de la dialectique transcendantale, Emmanuel Kant fait de l'atomisme l'un des deux termes de la deuxième antinomie.
Dans son livre Les intuitions atomistiques (1935), Gaston Bachelard critique ce qu'il appelle un « atomisme naïf ».

### Fragments et témoignages antiques
- Die Fragmente der Vorsokratiker, éd. Diels H., Kranz W., 3 vol., 10e éd., Berlin, Weidmann, 1960-1961. Texte grec.
- Les Penseurs grecs avant Socrate : de Thalès de Milet à Prodicos, présentation et choix d'extraits par Jean Voilquin, Paris, Garnier Frères, 1964, rééd. GF-Flammarion. Vieilli.
- Jean-Paul Dumont (dir.), Daniel Delattre, Jean-Louis Poirier, Les Présocratiques, Paris, Gallimard, « Bibliothèque de la Pléiade », 1988
- Jean-Paul Dumont, Les Écoles présocratiques, Paris, Gallimard, « Folio Essais », 1991.
- Répertoires de ressources philosophiques antiques : 
  - Bibliotheca Classica Selecta
  - CNRS
  - Remacle
  - Site Académique Toulouse

### Études
- (en) A. G. M. Van Melsen, From atomos to atom. The history of the concept atom, Duquesne University Press, Pittsburg, 1952.
- Pierre-Marie Morel, Atome et nécessité : Démocrite, Épicure, Lucrèce, Presses universitaires de France, Paris, 2000.
- Jean Salem, L'atomisme antique : Démocrite, Epicure, Lucrèce, Paris, Librairie générale française, coll. « Références » (no 452), 1997 (ISBN 978-2-253-90452-6, BNF 36190186).
- Charles Mugler, « L’invisibilité des atomes. À propos d’un passage d’Aristote », Revue des Études grecques, vol. 76, nos 361-363,‎ juillet-décembre 1963, p. 397-403 (lire en ligne, consulté le 29 janvier 2020).
- Jean Salem (dir.), L'atomisme aux XVIIe et XVIIIe siècles : journée d'études organisée le dimanche 26 octobre 1997, à la Sorbonne par le Centre d'histoire des systèmes de pensée moderne (dir. : André Tosel), Paris, Publications de la Sorbonne, 1999, 186 p. (ISBN 978-2-85944-377-1, OCLC 918310493, présentation en ligne)
- Pierre Thuillier, D'Archimède à Einstein, Paris, Fayard, 1988 (réimpr. 1996 en Livre de Poche), 416 p., « La résistible ascension de la théorie atomique »
- Heinz Wismann, Les avatars du vide. Démocrite et les fondements de l'atomisme, Paris, Éditions Hermann, coll. « Le Bel Aujourd'hui », 2010, 91 p. (ISBN 978-2-7056-6870-9, BNF 42190571)
- Eduard Zeller, La philosophie des Grecs (1844-1852), vol. I et II, trad. Émile Boutroux, Paris, 1882 Lire en ligne le tome 2 sur Gallica
- Hubert Krivine et A. Grosman (préf. Etienne Klein), De l'atome imaginé à l'atome découvert : contre le relativisme, Louvain-la-Neuve, De Boeck, coll. « Plaisirs des sciences », 2015, 143 p. (ISBN 978-2-8041-9072-9, BNF 44283503)
- Lire les présocratiques, sous la direction de Luc Brisson, Arnaud Macé et Anne-Laure Therme, Presses universitaires de France, 2012 (ISBN 978-2-13-057664-8)
- Hans-Georg Gadamer, Au commencement de la philosophie, pour une lecture des présocratiques, trad. de l'allemand par Pierre Fruchon rev. par Dominique Séglard, Editions du Seuil, 2001 (ISBN 2-02-032660-4)
- Alexandre Kojève, Essai d'une histoire raisonnée de la philosophie païenne, les présocratiques, tome 1, Gallimard,1968